# Hilding Ekelund

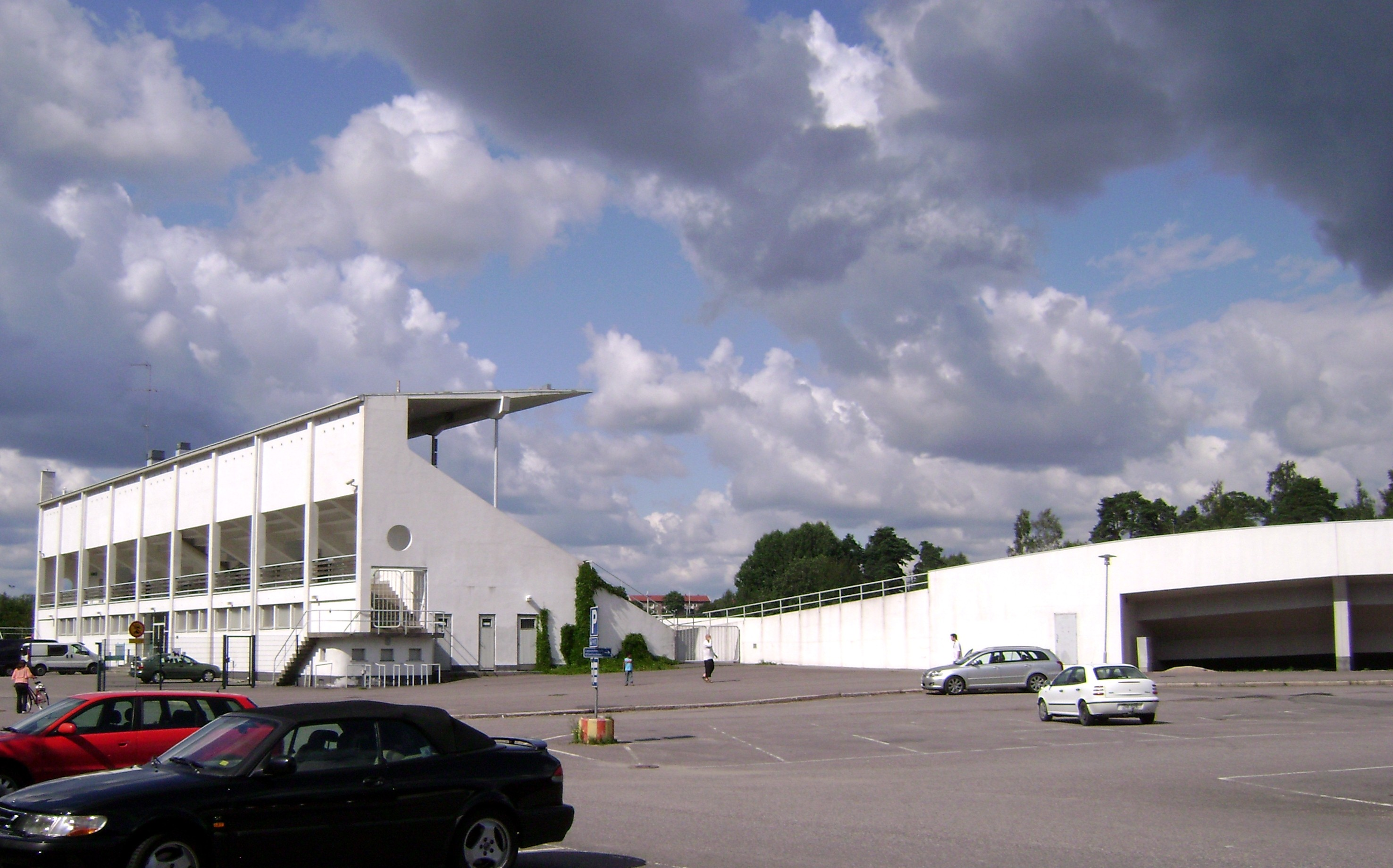
Velódromo de Helsinki (1938-1940)

Hilding Georg Ekelund (Kangasniemi, 18 de noviembre de 1893-Helsinki, 30 de enero de 1984) fue un arquitecto finlandés. Evolucionó sucesivamente del clasicismo al funcionalismo y, por último, el neorromanticismo.

## Trayectoria
Estudió en la Universidad Politécnica de Helsinki, donde se tituló en 1916. Sus influencias iniciales fueron la del casticismo escandinavo y el clasicismo italiano, así la del arquitecto alemán Heinrich Tessenow. En sus inicios trabajó sucesivamente en el estudio de Eliel Saarinen en Finlandia y de Hakon Ahlberg e Ivar Tengbom en Suecia. En 1927 formó su propio estudio junto a su esposa, Eva Kuhlefelt. Entre 1931 y 1934 fue editor en jefe de la revista Arkkitehti.
Sus primeras obras, dentro todavía de este clasicismo de tendencia regionalista, fueron la sala de exposiciones Taidehalli de Helsinki (1927-1928), la iglesia de Töölö (1927-1930) y la escuela privada para niñas de idioma sueco de Töölö (1928-1929).
Posteriormente evolucionó hacia el funcionalismo, nombre que se daba preferentemente en Escandinavia a la arquitectura racionalista. Sus obras más relevantes en esta línea fueron: la Embajada de Finlandia en Moscú (1936-1938); el Velódromo y la Villa Olímpica de Helsinki, construidos entre 1938 y 1940 para los Juegos Olímpicos de Verano de 1940 que se cancelaron debido a la Segunda Guerra Mundial; y la central térmica de Salmisaari en Helsinki (1951).
Sus últimas obras se enmarcaron en el romanticismo escandinavo: barrio de viviendas de Maunula en Helsinki (1953); Museo de Nelimarkka en Alajärvi (1964).
Entre 1941 y 1950 fue arquitecto municipal de Helsinki. Fue profesor de la Universidad Politécnica de Helsinki entre 1950 y 1958.